# Canon EOS M3
A Canon EOS M3 é uma câmera mirrorless anunciado pela Canon em 6 de fevereiro de 2015.

## Design
Como seu antecessor, a Canon EOS M2, se utiliza das objetivas Canon EF-M No entanto, a EOS M3 adiciona um número de novos recursos, incluindo um punho contornado-LCD sensível ao toque inclinável,  flash dedicado. Internamente, a EOS M3 ostenta um DIGIC 6 processador de imagem, de 24,2 megapixels de capacidade no seu sensor APS-C,sistema de autofoco híbrido CMOS AF III 49-pontos no sistema de focagem automática, integradando também acesso Wi-Fi e NFC , permitindo controlar a câmara através de um aplicativo de smartphone.
A câmera oferece suporte a acessórios opcionais, incluindo flashes Canon Speedlite e o viewfinder eletrônico EVF-DC1.